# Robertus lividus
Robertus lividus Blackwall, 1836 è un ragno appartenente alla famiglia Theridiidae.

## Distribuzione
La specie è stata rinvenuta in varie località della regione olartica.

## Tassonomia
Non sono stati esaminati esemplari di questa specie dal 2005.
Attualmente, a dicembre 2013, non sono note sottospecie